# Marcelo Grohe
Marcelo Grohe (ur. 13 stycznia 1987 w Campo Bom) – brazylijski piłkarz, występujący na pozycji bramkarza w saudyjskim klubie Ittihad. Zawodnik posiada także obywatelstwo niemieckie

## Kariera klubowa
Grohe swoją klubową przygodę rozpoczynał w klubie Grêmio. W 2005 roku został włączony do kadry drużyny grającej wówczas w Campeonato Brasileiro Série B. Grêmio wywalczyło mistrzostwo ligi, jednak sam Grohe nie wystąpił w ani jednym meczu ligowym. Debiut w klubowych barwach zaliczył 18 stycznia 2016 roku w meczu Campeonato Gaúcho przeciwko São Luiz. W tym samym roku rozegrał 20 spotkań na poziomie Campeonato Brasileiro Série A. W 2016 zwyciężył w rozgrywkach Copa do Brasil, a w sezonie 2017 wraz z drużyną został zwycięzcą rozgrywek o Copa Libertadores.
Pod koniec 2018 roku saudyjski Ittihad FC wykupił brazylijskiego bramkarza za kwotę 3 milionów dolarów amerykańskich. Początek w nowym klubie był mało udany, bowiem Grohe doznał urazu nadgarstka, który wymagał operacji. W nowych barwach zadebiutował dopiero 8 listopada 2019 roku w meczu Pucharu Króla w wygranym 4-0 meczu przeciwko Al-Riyadh SC.

## Kariera reprezentacyjna
Grohe w 2005 roku zaliczył dwa mecze w kadrze Brazylii do lat 18. W dorosłej reprezentacji zadebiutował 5 września 2015 roku w towarzyskim meczu przeciwko Kostaryce. Dwukrotnie powoływany był do kadry na turniej Copa America.

## Sukcesy

### Grêmio
- Campeonato Brasileiro Série B: 2005
- Campeonato Gaúcho: 2006, 2007, 2010, 2018
- Copa do Brasil: 2016
- Copa Libertadores: 2017
- Recopa Sudamericana: 2018